# Horacio Serrano
Manuel Horacio José Serrano Palma (Santiago, 14 de diciembre de 1904-Santiago, 5 de febrero de 1980) fue un ingeniero, ensayista y político chileno. Se desempeñó como ministro de Agricultura de su país, durante el gobierno del presidente Juan Antonio Ríos entre junio y septiembre de 1943.

## Familia y estudios
Nació en Santiago de Chile el 14 de noviembre de 1904, siendo el tercero de los seis hijos del matrimonio conformado por Margarita Palma Cavero y el agricultor Juan Serrano Squella, quien fuera intendente de la provincia de Valdivia en 1898 y senador por Ñuble en 1924, en representación del Partido Liberal (PL). Tuvo cinco hermanos: Juan, José —abogado y político, que se desempeñó como ministro de Relaciones Exteriores durante el segundo gobierno del presidente Carlos Ibáñez del Campo—, Antonio —quien fuera subsecretario del Interior durante el gobierno del presidente radical Juan Antonio Ríos—, Andrés  y Mauricio —agricultor y socio del Club Hípico de Santiago—.
Realizó sus estudios primarios y secundarios en el Colegio de los Sagrados Corazones de Santiago, continuando los superiores en el King's College de Inglaterra, donde se tituló de bachiller en ciencias en 1926. Posteriormente viajó a Estados Unidos, incorporándose al Instituto Tecnológico de Massachusetts, establecimiento del cual se tituló como ingeniero en 1934.
Se casó en 1949 con la novelista Elisa Pérez Walker, más conocida como Elisa Serrana, veinticinco años menor que él, con la que tuvo cinco hijas: Elena (Nena), abogada; Paula, psicóloga; Margarita, periodista; Marcela, escritora; y Sol, historiadora.

## Carrera pública
Se dedicó a la agricultura, explotando los fundos "Las Mellizas" y "Reñihue" en Ñuble y Aysén. Sin afiliación política, el 7 de junio de 1943, fue nombrado por el presidente Juan Antonio Ríos, de militancia radical, como titular del Ministerio de Agricultura, cargo que ejerció hasta el 1 de septiembre del mismo año. Al año siguiente, fue nombrado vicepresidente ejecutivo del Instituto de Economía Agrícola (Inecona).
Con posteridad, se desempeñó como representante de Chile en varias reuniones internacionales, fue jefe de investigaciones económicas en la Unesco, y secretario general del Consejo de Rectores de las Universidades Chilenas (Cruch).
Entre otras actividades, fue miembro de número la Academia Chilena de la Lengua desde 1970, correspondiente de Instituto Americano de Ingenieros, y miembro de la Comisión Chilena de Cooperación Intelectual. Asimismo, fue socio del Club de La Unión, de la Sociedad Nacional de Agricultura (SNA) y de la Sociedad Ganadera Austral.

## Carrera literaria
En su ensayo de 1958 ¿Por qué somos pobres?, coincidía con el historiador Francisco Antonio Encina en considerar los «peores desaciertos en la historia del país la pérdida de la Marina mercante, de la Patagonia y la entrega del salitre a los empresarios extranjeros».
De su fina ironía da testimonio el pequeño libro En defensa de la tontería (1948), editado en forma de breviario. Como ejemplo, reproducimos dos de los citados por René Silva Espejo en el discurso de recepción con motivo de la incorporación a la Academia Chilena de la Lengua de Serrano: «Justicia. Estas líneas no tratan de demostrar que la historia ha sido hecha por tontos y cretinos. No. Pero son una indicación para que, en vista del fracaso de toda tesis en que se ha dado por cierto la influencia de genios e inteligentes, se dé a la tontería la importancia que hasta ahora se le ha negado».

## Obras
Fue autor de las siguientes obras:
- La marcha humana (1937).
- ¿Hay miseria en Chile? (1937).
- En defensa de la tontería. Editorial Marinetti, Santiago. (1948).
- Entre mar y cordillera: la lucha del chileno contra la naturaleza, Marinetti, Santiago. (1952).
- ¿Por qué somos pobres?, Editorial Universitaria, Santiago. (1958).
- El chileno, un desconocido (1965).
- Reflexiones, caminos, encuentros, edición póstuma de crónicas (1981).